# Winterbach, Günzburg
Winterbach là một đô thị ở huyện Günzburg bang Bayern thuộc nước Đức.